# Mistrzostwa Europy w Piłce Nożnej 2000 (eliminacje)/Grupa 4
W Grupie 4 eliminacji do Euro 2000 o awans walczyło 6 zespołów:
- Rosja
- Francja
- Ukraina
- Islandia
- Armenia
- Andora

Zespoły rozegrały mecze w systemie każdy z każdym u siebie i na wyjeździe. Zwycięzca grupy awansował na Euro 2000, a druga drużyna zagrała w barażach.

## Tabela
| Lp. | Drużyna  | M  | Mecze | Mecze | Mecze | Bramki | Bramki | Bramki | Pkt |
| Lp. | Drużyna  | M  | W     | R     | P     | +      | −      | +/−    | Pkt |
| --- | -------- | -- | ----- | ----- | ----- | ------ | ------ | ------ | --- |
| 1.  | Francja  | 10 | 6     | 3     | 1     | 17     | 10     | +7     | 21  |
| 2.  | Ukraina  | 10 | 5     | 5     | 0     | 14     | 4      | +10    | 20  |
| 3.  | Rosja    | 10 | 6     | 1     | 3     | 22     | 10     | +12    | 19  |
| 4.  | Islandia | 10 | 4     | 3     | 3     | 12     | 5      | +7     | 15  |
| 5.  | Armenia  | 10 | 2     | 2     | 6     | 8      | 15     | −7     | 8   |
| 6.  | Andora   | 10 | 0     | 0     | 10    | 3      | 28     | −25    | 0   |

|          | Francja | Ukraina | Rosja | Islandia | Armenia | Andora |
| -------- | ------- | ------- | ----- | -------- | ------- | ------ |
| Francja  | X       | 0:0     | 2:3   | 3:2      | 2:0     | 2:0    |
| Ukraina  | 0:0     | X       | 3:2   | 1:1      | 2:0     | 4:0    |
| Rosja    | 2:3     | 1:1     | X     | 1:0      | 2:0     | 6:1    |
| Islandia | 1:1     | 0:1     | 1:0   | X        | 2:0     | 3:0    |
| Armenia  | 2:3     | 0:0     | 0:3   | 0:0      | X       | 3:1    |
| Andora   | 0:1     | 0:2     | 1:2   | 0:2      | 0:3     | X      |

## Wyniki
Wszystkie godziny podane na czas środkowoeuropejski
| 5 września 1998 15:00 | Armenia · Awalian 40' · Jesajan 71', 90' | 3:1(1:0)Raport | Andora · 86' (k.) Lucendo | Stadion Hrazdan, Erywań Widzów: 8000 Sędzia: Richard O'Hanlon |
|                       |                                          |                |                           |                                                               |

| 5 września 1998 18:00 | Ukraina · Popow 14' · Skaczenko 25' · Rebrow 74' | 3:2(2:0)Raport | Rosja · 66' Warłamow · 87' Onopko | Stadion Olimpijski, Kijów Widzów: 82 100 Sędzia: Markus Merk |
|                       |                                                  |                |                                   |                                                              |

| 5 września 1998 20:45 | Islandia · Daðason 32' | 1:1(1:1)Raport | Francja · 36' Dugarry | Laugardalsvöllur, Reykjavík Widzów: 12 004 Sędzia: Eric Blareau |
|                       |                        |                |                       |                                                                 |

| 10 października 1998 15:00 | Armenia | 0:0(0:0)Raport | Islandia | Stadion Hrazdan, Erywań Widzów: 6000 Sędzia: Morgan Norman |
|                            |         |                |          |                                                            |

| 10 października 1998 18:00 | Andora | 0:2(0:2)Raport | Ukraina · 31' Kosowski · 44' Rebrow | Estadi Nacional, Andora Widzów: 850 Sędzia: Anton Gecow |
|                            |        |                |                                     |                                                         |

| 10 października 1998 18:00 | Rosja · Janowski 45' · Mostowoj 55' | 2:3(1:2)Raport | Francja · 13' Anelka · 28' Pirès · 81' Boghossian | Stadion Łużniki, Moskwa Widzów: 20 989 Sędzia: Piero Ceccarini |
|                            |                                     |                |                                                   |                                                                |

| 14 października 1998 18:00 | Ukraina · Skaczenko 32' · Husin 80' | 2:0(1:0)Raport | Armenia | Stadion Olimpijski, Kijów Widzów: 14 850 Sędzia: Marcel Lică |
|                            |                                     |                |         |                                                              |

| 14 października 1998 18:45 | Islandia · Kowtun 86' (sam.) | 1:0(0:0)Raport | Rosja | Laugardalsvöllur, Reykjavík Widzów: 3345 Sędzia: René Temmink |
|                            |                              |                |       |                                                               |

| 14 października 1998 20:45 | Francja · Candela 53' · Djorkaeff 61' | 2:0(0:0)Raport | Andora | Stade de France, Saint-Denis Widzów: 75 416 Sędzia: Dani Koren |
|                            |                                       |                |        |                                                                |

| 27 marca 1999 17:00 | Armenia | 0:3(0:1)Raport | Rosja · 6', 63' Karpin · 89' Biesczastnych | Stadion Hrazdan, Armenia Widzów: 10 000 Sędzia: Terje Hauge |
|                     |         |                |                                            |                                                             |

| 27 marca 1999 19:00 | Andora | 0:2(0:0)Raport | Islandia · 57' Sverrisson · 66' Adolfsson | Estadi Nacional, Andora Widzów: 900 Sędzia: Charles Agius |
|                     |        |                |                                           |                                                           |

| 27 marca 1999 20:00 | Francja | 0:0(0:0)Raport | Ukraina | Stade de France, Saint-Denis Widzów: 78 519 Sędzia: Günter Benkö |
|                     |         |                |         |                                                                  |

| 31 marca 1999 17:00 | Rosja · Titow 8' · Biesczastnych 11', 62' · Onopko 41' · Cymbałar 50' · Aleniczew 90' | 6:1(3:0)Raport | Andora · 73' Sánchez | Stadion Lokomotiw, Moskwa Widzów: 10 333 Sędzia: Mikko Vuorela |
|                     |                                                                                       |                |                      |                                                                |

| 31 marca 1999 18:00 | Ukraina · Waszczuk 59' | 1:1(0:0)Raport | Islandia · 66' Sigurdðsson | Stadion Olimpijski, Kijów Widzów: 40 000 Sędzia: Dani Koren |
|                     |                        |                |                            |                                                             |

| 31 marca 1999 20:45 | Francja · Wiltord 3' · Dugarry 45' | 2:0(2:0)Raport | Armenia | Stade de France, Saint-Denis Widzów: 78 852 Sędzia: Jorgos Bikas |
|                     |                                    |                |         |                                                                  |

| 5 czerwca 1999 17:00 | Islandia · Daðason 31' · Kristinsson 46' | 2:0(1:0)Raport | Armenia | Laugardalsvöllur, Reykjavík Widzów: 5637 Sędzia: Mikko Vuorela |
|                      |                                          |                |         |                                                                |

| 5 czerwca 1999 18:00 | Ukraina · Popow 38' · Rebrow 41' · Dmytrulin 56' · Husin 89' | 4:0(2:0)Raport | Andora | Stadion Olimpijski, Kijów Widzów: 40 000 Sędzia: Andreas Jorgu |
|                      |                                                              |                |        |                                                                |

| 5 czerwca 1999 20:45 | Francja · Petit 48' · Wiltord 53' | 2:3(0:1)Raport | Rosja · 40', 75' Panow · 87' Karpin | Stade de France, Saint-Denis Widzów: 78 288 Sędzia: Paul Durkin |
|                      |                                   |                |                                     |                                                                 |

| 9 czerwca 1999 17:00 | Rosja · Karpin 44' | 1:0(1:0)Raport | Islandia | VTB Arena, Moskwa Widzów: 33 900 Sędzia: Metin Tokat |
|                      |                    |                |          |                                                      |

| 9 czerwca 1999 17:00 | Armenia | 0:0(0:0)Raport | Ukraina | Stadion Hrazdan, Erywań Widzów: 10 000 Sędzia: Roberto Boggi |
|                      |         |                |         |                                                              |

| 9 czerwca 1999 20:45 | Andora | 0:1(0:0)Raport | Francja · 86' (k.) Leboeuf | Estadi Olímpic Lluís Companys, Barcelona Widzów: 7600 Sędzia: Michael Ross |
|                      |        |                |                            |                                                                            |

| 4 września 1999 17:00 | Islandia · Guðjónsson 27' · Hreiðarsson 32' · Guðjohnsen 90' | 3:0(2:0)Raport | Andora | Laugardalsvöllur, Reykjavík Widzów: 4795 Sędzia: Miroslav Liba |
|                       |                                                              |                |        |                                                                |

| 4 września 1999 18:00 | Rosja · Biesczastnych 7' (k.) · Karpin 70' | 2:0(1:0)Raport | Armenia | Stadion Łużniki, Moskwa Widzów: 50 000 Sędzia: Charles Agius |
|                       |                                            |                |         |                                                              |

| 4 września 1999 18:00 | Ukraina | 0:0(0:0)Raport | Francja | Stadion Olimpijski, Kijów Widzów: 70 000 Sędzia: Hugh Dallas |
|                       |         |                |         |                                                              |

| 8 września 1999 18:00 | Armenia · Mikaelian 6' · Szahgeldian 90+1' | 2:3(1:1)Raport | Francja · 45' Djorkaeff · 68' Zidane · 75' Laslandes | Stadion Hrazdan, Erywań Widzów: 14 500 Sędzia: Atanas Uzunow |
|                       |                                            |                |                                                      |                                                              |

| 8 września 1999 18:30 | Andora · Ruiz 39' | 1:2(1:1)Raport | Rosja · 22', 57' Onopko | Estadi Nacional, Andora Widzów: 1000 Sędzia: Jørn West Larsen |
|                       |                   |                |                         |                                                               |

| 8 września 1999 19:00 | Islandia | 0:1(0:1)Raport | Ukraina · 43' Rebrow | Laugardalsvöllur, Reykjavík Widzów: 7072 Sędzia: Vítor Pereira |
|                       |          |                |                      |                                                                |

| 9 października 1999 16:00 | Andora | 0:3(0:1)Raport | Armenia · 26' Petrosjan · 59' Jesajan · 63' Szahgeldian | Estadi Nacional, Andora Widzów: 700 Sędzia: Peter Jones |
|                           |        |                |                                                         |                                                         |

| 9 października 1999 18:00 | Francja · Daðason 17' (sam.) · Djorkaeff 38' · Tezeguet | 3:2(2:0)Raport | Islandia · 47' Sverrisson · 56' Gunnarsson | Stade de France, Saint-Denis Widzów: 78 381 Sędzia: Bernd Heynemann |
|                           |                                                         |                |                                            |                                                                     |

| 9 października 1999 18:00 | Rosja · Karpin 75' | 1:1(0:0)Raport | Ukraina · 88' Szewczenko | Stadion Łużniki, Moskwa Widzów: 84 000 Sędzia: David Elleray |
|                           |                    |                |                          |                                                              |